# Margreth Lünenborg

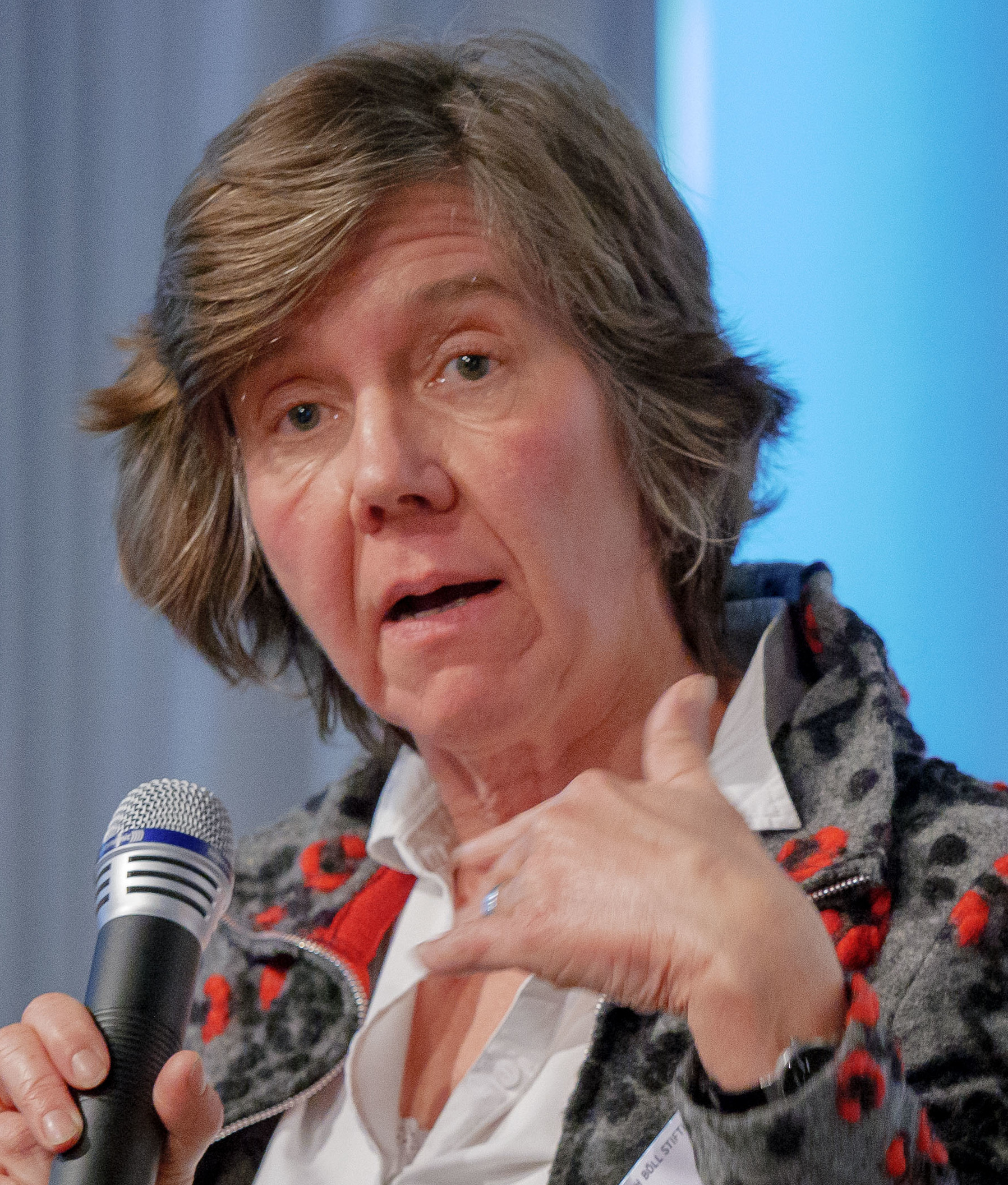
Margreth Lünenborg, 2018

Margreth Lünenborg (* 31. Mai 1963 in Südlohn) ist eine deutsche Kommunikationswissenschaftlerin und Journalismusforscherin. Von 2009 bis 2014 war sie Direktorin des Internationalen Journalisten-Kollegs. Seit 2015 ist sie Direktorin des Margherita-von-Brentano-Zentrum für Geschlechterforschung an der Freien Universität Berlin.

## Beruflicher Werdegang
Margreth Lünenborg studierte von 1984 bis 1990 Journalistik und Raumplanung an der Universität Dortmund. 1986/87 absolvierte sie ein Volontariat bei der Westdeutschen Allgemeinen Zeitung in Essen. Nach ihrem Studium arbeitete sie bis 1996 freiberuflich als Journalistin für ARD-Hörfunksender, insbesondere für die Sendung „Zeitpunkte“ beim Sender Freies Berlin (SFB). Von 1992 bis 1996 war sie Promotionsstipendiatin der Hans-Böckler-Stiftung; 1996 wurde sie am Institut für Publizistik- und Kommunikationswissenschaft der FU Berlin über Journalistinnen in Europa zur Dr. phil. promoviert.
Danach war sie 1996/97 Pressesprecherin des durch Angelika Birk (Bündnis 90/Die Grünen) geleiteten Ministeriums für Frauen, Jugend und Wohnungsbau des Landes Schleswig-Holstein (Kabinett Simonis II). Von 1998 bis 2001 war sie wissenschaftliche Mitarbeiterin am Institut für Kommunikations- und Medienwissenschaft der Universität Leipzig und betreute dort das Hochschulradio mephisto 97.6. 2005 habilitierte sie sich mit Hilfe der Deutschen Forschungsgemeinschaft an der Fakultät Kulturwissenschaften der Universität Dortmund zum Thema Journalismus als kultureller Prozess und erhielt die venia legendi für Journalistik. 2005 war sie Vertretungsprofessorin für Medien und Kommunikation an der Universität Siegen. 2004/05 war sie Gastprofessorin am Institut für Publizistik- und Kommunikationswissenschaft der Universität Wien und von 2005 bis 2007 am Institut für Publizistik- und Kommunikationswissenschaft der FU Berlin. 2008 wurde sie Professorin an der Universität Siegen. Neben anderen Lehrtätigkeiten ist sie seit 2009 Professorin für Journalistik an der FU Berlin. Von 2009 bis 2014 war sie ebendort Direktorin des Internationalen Journalisten-Kollegs. 2009 übernahm sie die wissenschaftliche Leitung der Zentraleinrichtung zur Förderung von Frauen- und Geschlechterforschung und 2014 wurde sie Sprecherin des Interdisziplinären Zentrums Geschlechterforschung. Sie ist Vertrauensdozentin der Heinrich-Böll-Stiftung. Ihre aktuellen Forschungsschwerpunkte umfassen hybride Formate des Journalismus, Medien und Migration, Gender Media Studies sowie Affekte und Emotionen in transkultureller Kommunikation.
2024 wurde Lünenborg zum Mitglied der Academia Europaea gewählt.

### Engagement
Lünenborg ist Mitglied im Editorial Board von Feminist Media Studies und von Media & Communication sowie Herausgeberin der Reihe Critical Studies in Media and Communication im transcript Verlag. Außerdem gehört sie der Deutschen Gesellschaft für Publizistik- und Kommunikationswissenschaft, der European Communication Research an Education Association und der International Association of Mass Communication Research an.
Als Expertin für die mediale Darstellung von Geschlecht wird sie regelmäßig zu tagesaktuellen Geschehnissen rund um Geschlecht und Medien interviewt. So äußerte sich Lünenborg etwa zum Umgang der Medien mit Angela Merkel und zur Rechtsprechung bezüglich der Online-Beleidigungen gegen Renate Künast. Zudem kritisierte sie das Phänomen der Tradwives.

## Schriften (Auswahl)
- FrauenStadtBuch Berlin (= Elefanten-Press. 471). Mit Fotos von Ruth Westerwelle, Elefanten Press, Berlin 1993, ISBN 3-88520-471-1.
- Journalistinnen in Europa: Eine international vergleichende Analyse zum Gendering im sozialen System Journalismus (= Studien zur Kommunikationswissenschaft. Bd. 26). Westdeutscher Verlag, Opladen 1997, ISBN 3-531-12915-5.
- Journalismus als kultureller Prozess: Zur Bedeutung von Journalismus in der Mediengesellschaft. Ein Entwurf. VS Verlag für Sozialwissenschaften, Wiesbaden 2005, ISBN 3-531-14462-6.
- (Hrsg.): Politik auf dem Boulevard?: Die Neuordnung der Geschlechter in der Politik der Mediengesellschaft (= Critical media studies. Bd. 1). Transcript, Bielefeld 2009, ISBN 978-3-89942-939-8.
- Skandalisierung im Fernsehen: Strategien, Erscheinungsformen und Rezeption von Reality-TV-Formaten (= Schriftenreihe Medienforschung der Landesanstalt für Medien Nordrhein-Westfalen. Bd. 65). Hrsg. von der Landesanstalt für Medien Nordrhein-Westfalen, Vistas, Berlin 2011, ISBN 978-3-89158-542-9.
- mit Katharina Fritsche, Annika Bach: Migrantinnen in den Medien: Darstellungen in der Presse und ihre Rezeption (= Critical Media Studies. Bd. 7). Transcript, Bielefeld 2011, ISBN 978-3-8376-1730-6.
- mit Jutta Röser (Hrsg.): Ungleich mächtig: Das Gendering von Führungspersonen aus Politik, Wirtschaft und Wissenschaft in der Medienkommunikation (= Critical media studies. Bd. 6). Transcript, Bielefeld 2012, ISBN 978-3-8376-1692-7.
- mit Tanja Maier: Gender Media Studies: Eine Einführung (= UTB. Nr. 3872). UVK (UTB), Konstanz 2013, ISBN 978-3-8252-3872-8.